# 沙托兰
沙托兰（法語：Châteaulin，發音：[ʃatolɛ̃] ⓘ），法国西北部城市，布列塔尼大区菲尼斯泰尔省的一个市镇，同时也是该省的一个副省会，下辖沙托兰区，其市镇面积为20.81平方公里，2022年1月1日时人口数量为5,106人，在法国市镇中排名第2,158位。
沙托兰位于菲尼斯泰尔省西部，欧讷河畔，是一个区域性的中心城市，历史上因板岩开采加工及三文鱼捕捞而兴盛。

## 地名来源
“Châteaulin”最初于公元1038年以拉丁语“Castellinum”的形式被记载。
沙托兰所处的布列塔尼地区历史上通行布列塔尼语，“Châteaulin”对应的布列塔尼语拼写为“Kastellin”，其中“Château”对应“Kastell”，意为“城堡”；“lin”则可能出自当地一座叫“Nin”的高地，亦可能与纺织物有关。
法国大革命期间，当地曾使用不带扬抑符的“Chateaulin”作为官方名称，这一拼写形式在谷歌地图中得以保留。

## 历史

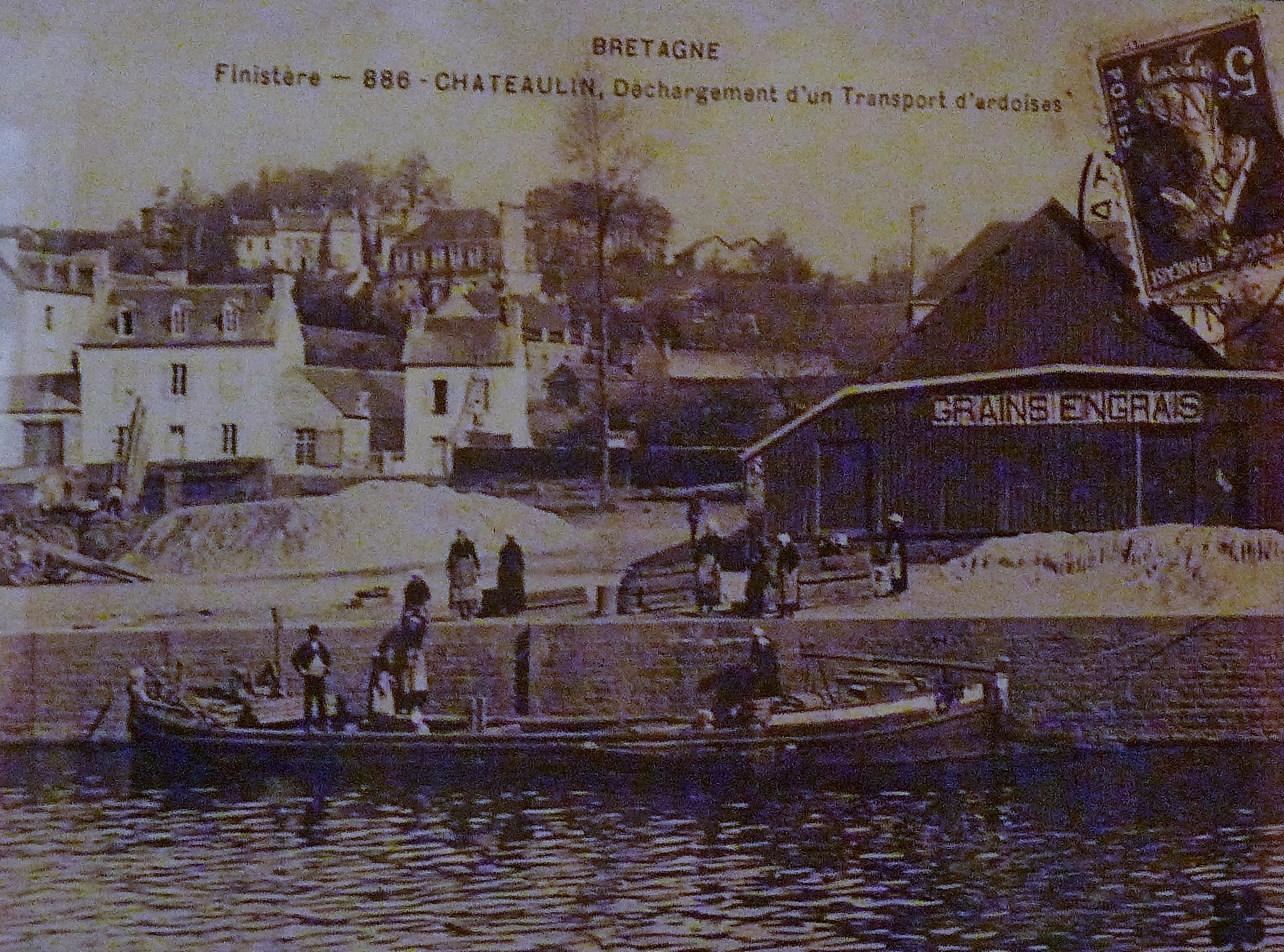
19世纪末运输青瓦的船只

沙托兰的早期历史尚不清楚。根据当地官方网站的论述，在中世纪初以前，沙托兰所处区域尚为大片荒地。为开辟这片区域，科努瓦耶国王在欧讷河左岸兴建了一处防御城堡，并支持当地领主开垦这一区域，此乃沙托兰的城市建设开端。公元11世纪时，沙托兰成为布列塔尼公爵的领土，朗代韦内克修道院的道士在欧讷河右岸修建了圣伊迪内祷告室（prieuré Saint-Idunet），其附近逐渐形成了一座叫“Locyonnet”的村落。中世纪中后期，Locyonnet东侧又出现了“Lostrat”村落，至此，该区域已形成三个渔业港口集镇，三文鱼捕捞是当地主要的生产活动，农业亦有所发展。13世纪时，欧讷河上兴建了桥梁，这使得沙托兰的三个村落得以自由往来，形成了一个商业中心。中世纪末，沙托兰及其所处的布列塔尼公国被整体并入法兰西王国。16世纪起，沙托兰的板岩资源得到开采，当地的板岩被加工成为建筑材料（一般用作青瓦房顶）运至各地，青瓦也因此成为布列塔尼以及卢瓦尔河谷地区传统建筑的标志性特征之一。法国大革命后，沙托兰成为菲尼斯泰尔省的一个市镇，并在1795至1800年间为该省的一个地区销行署，后改制为副省会。1816年，途径沙托兰的南特－布雷斯特运河建成，该运河使得沙托兰可直通布列塔尼南部地区，但其开凿也改变了欧讷河的生态环境，致使当地的三文鱼逐渐消失绝迹。1840年，沙托兰市镇的部分区域被划出以组建新市镇洛奈港。1846年，途径沙托兰的萨沃奈—朗代诺铁路建成通车；20世纪初，途径沙托兰的卡赖—滨海卡马雷铁路亦建成运营，后于1967年彻底关闭。

## 地理

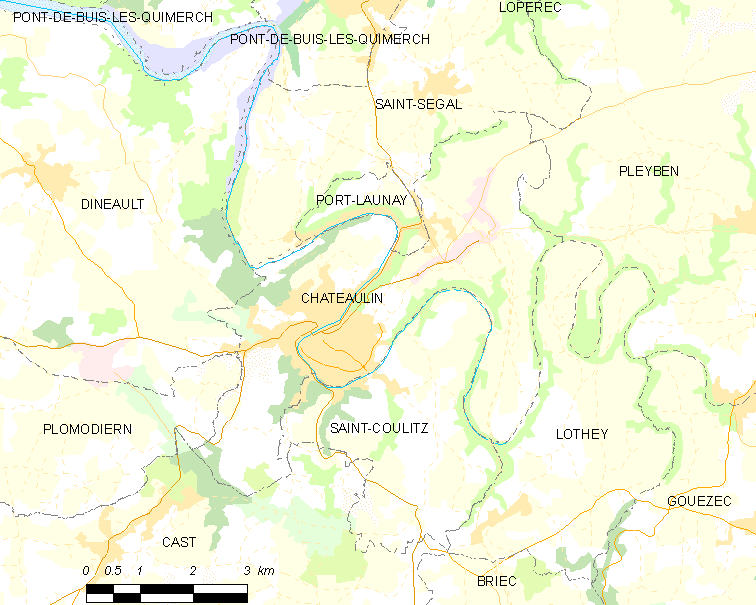
沙托兰市镇范围地图

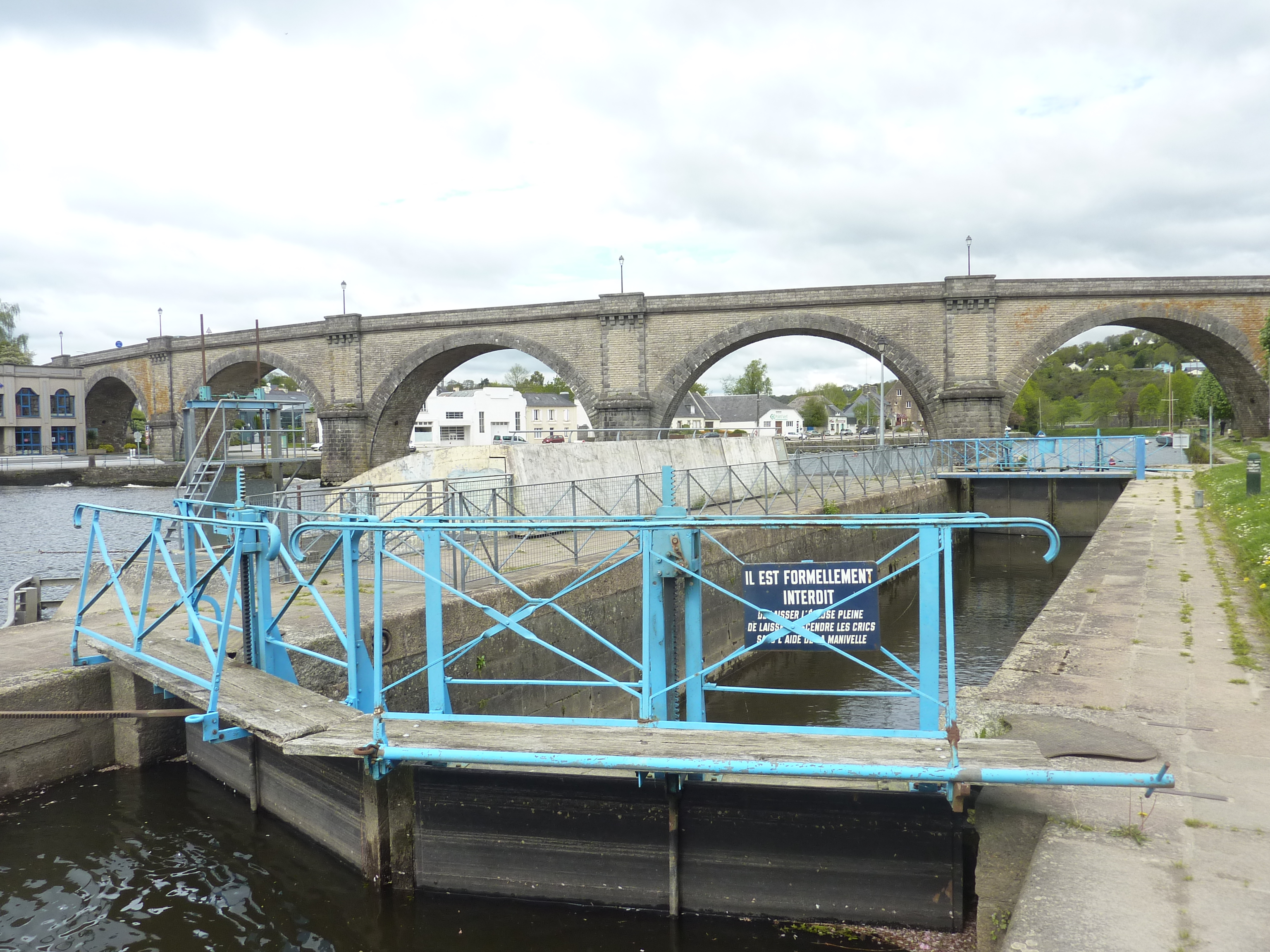
运河船闸

沙托兰位于法国西北部，布列塔尼大区西部和菲尼斯泰尔省中部，距离省会坎佩尔大约28公里。与沙托兰接壤的市镇包括：卡斯特、迪内欧勒、洛奈港、普莱邦、普洛莫迪耶恩、洛泰、圣塞加勒和圣库利。

### 地形
沙托兰位于阿摩里卡丘陵西侧，境内以丘陵为主，市镇中心位于地势较为平坦的河谷地区，其中欧讷河左岸有一处高地被称为“蓝岭”（Colline Bleue），市镇范围南侧的部分区域起伏明显，全境海拔在2到206米之间。

### 水文
欧讷河自东向西呈反“S”型流经沙托兰市中心，该河于19世纪初经过人工渠化改造，成为南特—布雷斯特运河的一部分。

### 植被
沙托兰属于温带阔叶混交林区，林地主要分布于山岭地区。
在鲜花城市的评比中，沙托兰暂未被评级。

### 气候
沙托兰在柯本气候分类法中属于温带海洋性气候。
距离沙托兰最近的常年气象站位于埃代恩境内，以下为该气象站的数据（其中日照数据取自坎佩尔）：
| 埃代恩 1981年－2019年 | 埃代恩 1981年－2019年 | 埃代恩 1981年－2019年 | 埃代恩 1981年－2019年 | 埃代恩 1981年－2019年 | 埃代恩 1981年－2019年 | 埃代恩 1981年－2019年 | 埃代恩 1981年－2019年 | 埃代恩 1981年－2019年 | 埃代恩 1981年－2019年 | 埃代恩 1981年－2019年 | 埃代恩 1981年－2019年 | 埃代恩 1981年－2019年 | 埃代恩 1981年－2019年 |
| 月份                  | 1月                   | 2月                   | 3月                   | 4月                   | 5月                   | 6月                   | 7月                   | 8月                   | 9月                   | 10月                  | 11月                  | 12月                  | 全年                  |
| --------------------- | --------------------- | --------------------- | --------------------- | --------------------- | --------------------- | --------------------- | --------------------- | --------------------- | --------------------- | --------------------- | --------------------- | --------------------- | --------------------- |
| 历史最高温 °C（°F）   | 17 (63)               | 19 (66)               | 25 (77)               | 28.7 (83.7)           | 31.8 (89.2)           | 34.5 (94.1)           | 36.6 (97.9)           | 38 (100)              | 31.5 (88.7)           | 29.5 (85.1)           | 21.6 (70.9)           | 16.7 (62.1)           | 38 (100)              |
| 平均高温 °C（°F）     | 9.3 (48.7)            | 10.3 (50.5)           | 12.6 (54.7)           | 14.7 (58.5)           | 18.5 (65.3)           | 21.3 (70.3)           | 22.6 (72.7)           | 23.1 (73.6)           | 20.8 (69.4)           | 16.6 (61.9)           | 12.4 (54.3)           | 9.6 (49.3)            | 16 (61)               |
| 日均气温 °C（°F）     | 6.5 (43.7)            | 6.9 (44.4)            | 8.6 (47.5)            | 10.2 (50.4)           | 13.6 (56.5)           | 16.1 (61.0)           | 17.7 (63.9)           | 18 (64)               | 15.7 (60.3)           | 12.7 (54.9)           | 9.1 (48.4)            | 6.6 (43.9)            | 11.8 (53.2)           |
| 平均低温 °C（°F）     | 3.6 (38.5)            | 3.5 (38.3)            | 4.7 (40.5)            | 5.6 (42.1)            | 8.6 (47.5)            | 10.9 (51.6)           | 12.7 (54.9)           | 12.9 (55.2)           | 10.6 (51.1)           | 8.9 (48.0)            | 5.9 (42.6)            | 3.6 (38.5)            | 7.6 (45.7)            |
| 历史最低温 °C（°F）   | −10.5 (13.1)          | −9.5 (14.9)           | −6.4 (20.5)           | −2 (28)               | −1 (30)               | 2.5 (36.5)            | 5 (41)                | 6 (43)                | 2 (36)                | −1.5 (29.3)           | −3.7 (25.3)           | −7.5 (18.5)           | −10.5 (13.1)          |
| 平均降水量 mm（）     | 160.9 (6.33)          | 132.8 (5.23)          | 96.7 (3.81)           | 101.2 (3.98)          | 83.6 (3.29)           | 65.7 (2.59)           | 78.3 (3.08)           | 72.4 (2.85)           | 88 (3.5)              | 135 (5.3)             | 153.2 (6.03)          | 160.1 (6.30)          | 1,327.9 (52.28)       |
| 月均日照時數          | 65.9                  | 85.7                  | 126.5                 | 170.7                 | 194.2                 | 215.9                 | 194.3                 | 194                   | 177.3                 | 111.5                 | 77.9                  | 70.1                  | 1,684                 |
| 来源：infoclimat.fr   |                       |                       |                       |                       |                       |                       |                       |                       |                       |                       |                       |                       |                       |

## 行政区划
沙托兰的市镇编号为29026，邮政编号为29150。
在行政管理方面，沙托兰隶属于法国布列塔尼大区菲尼斯泰尔省，同时也是该省的一个副省会，下辖沙托兰区；在地方选举方面，沙托兰隶属于克罗宗县，其市镇范围全境被划入菲尼斯泰尔省第六选区；在社会管理方面，沙托兰是普莱邦-沙托兰-波尔宰市镇公共社区的办公驻地。
沙托兰市镇范围内暂无城市敏感街区及城市政策优先街区。
法国国家统计与经济研究所（简称）在进行数据统计时，将沙托兰及相邻的另外洛奈港设为沙托兰城市核心区（Unité urbaine de Châteaulin）以及沙托兰城市区（Aire urbaine de Châteaulin）。自2020年起，沙托兰城市区被撤销，沙托兰被划入包含18个市镇的普莱邦-沙托兰城市辐射区内。此外，还将沙托兰市镇分为了2个“块区”（IRIS），以便于统计人口分布情况。

## 交通

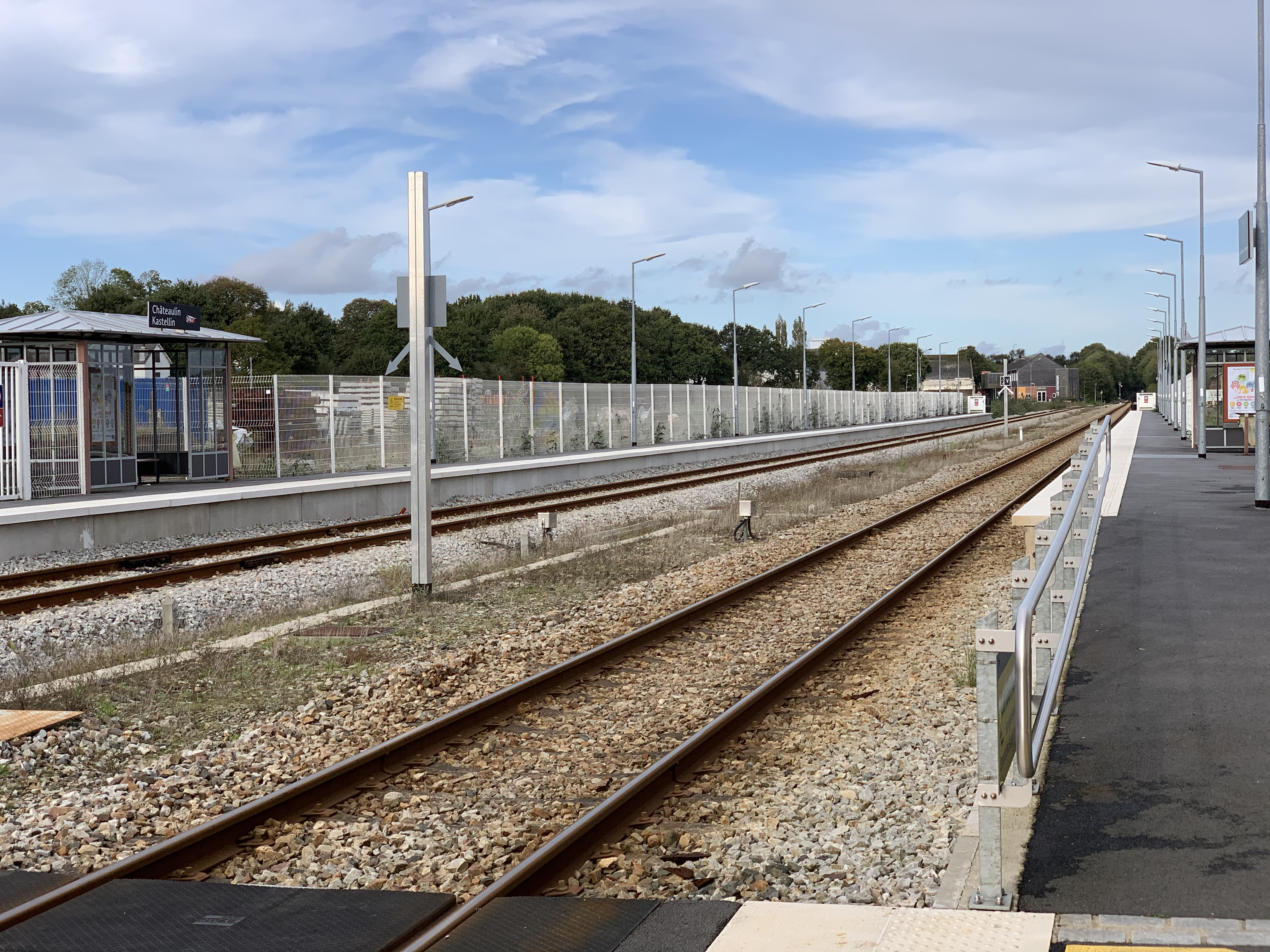
沙托兰分支火车站的轨道

### 公路
法国国道N164线和N165线在沙托兰市区东部交汇，另有菲尼斯泰尔省省道D7线、D48线、D770线和D887线经过沙托兰境内。布列塔尼大区城际客运（商业名称为“BreizhGo”）下属的菲尼斯泰尔省城际客运31线、35线和61线经停沙托兰，可通往卡赖普卢盖尔、坎佩尔、布雷斯特等地。
| 坎佩尔 | 29 |

| 杜瓦讷内 | 25 |

| 布雷斯特 | 47 |

| 朗代諾 | 38 |

| 卢代阿克 | 113 |

| 卡赖普卢盖尔 | 45 |

| 莫尔莱 | 58 |

| 朗迪维肖 | 48 |

2021年，74.3%的沙托兰家庭拥有至少一辆私人汽车。2022年，沙托兰境内共发生各类交通事故2起，造成1人遇难，2人受伤，其中1人重伤。

### 铁路
沙托兰位于萨沃奈—朗代诺铁路上。沙托兰分支站位于市区西部，停靠往返于坎佩尔和布雷斯特一线的区域列车。

### 航空
距离沙托兰最近的民用航空站为坎佩尔机场，距离沙托兰市中心的公路里程约37公里。

### 城市公共交通
截至2024年9月，沙托兰暂无城市公共交通系统。普莱邦-沙托兰-波尔宰市镇公共社区提供其管辖范围内的定制巴士服务。

## 政治

### 市政内阁

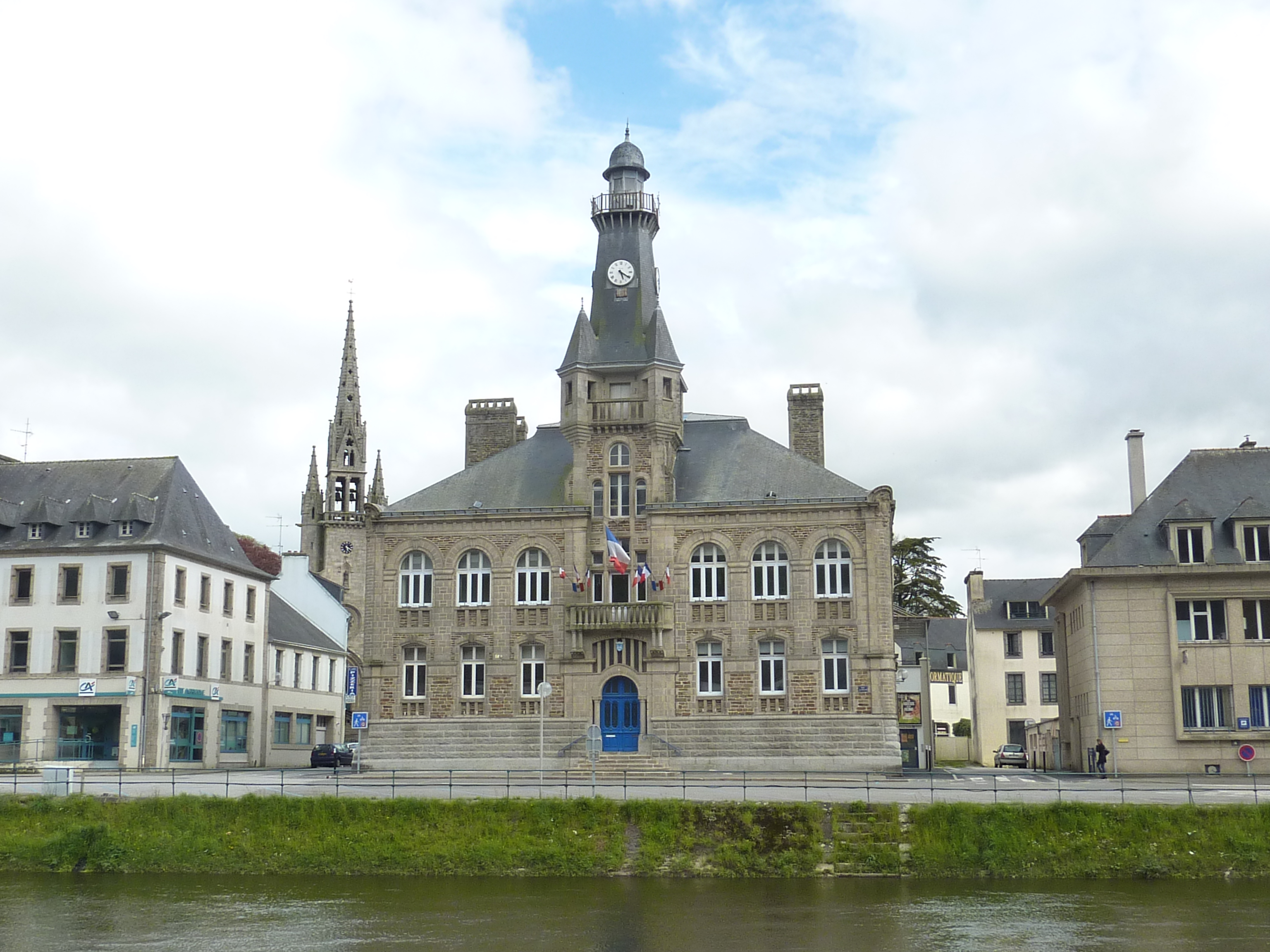
沙托兰市政厅

沙托兰的现任市长为加埃尔·尼古拉女士（Gaëlle NICOLAS），她是共和党的一名成员，在2020年的市政选举中获得了55.05%的支持率。
| 沙托兰历届市长 | 沙托兰历届市长                                     | 沙托兰历届市长                               |
| 任期           | 市长                                               | 党派                                         |
| -------------- | -------------------------------------------------- | -------------------------------------------- |
| 1944年－1945年 | Noël L'HARIDON 诺埃尔·拉里东                       | 不详                                         |
| 1945年－1971年 | Hervé MAO 埃尔韦·马奥                              | SFIO工人国际法国支部 →PS社会党               |
| 1971年－1983年 | Jacques LE GUYADER-DESPRÉES 雅克·勒居雅代尔-代普雷 | UDF法国民主联盟 →PR法国共和人党              |
| 1983年－1995年 | Hervé TINEVEZ 埃尔韦·蒂纳韦                        | RPR保衛共和聯盟                              |
| 1995年－2008年 | Yolande BOYER 约朗德·布瓦耶                        | PS社会党                                     |
| 2008年－       | Gaëlle NICOLAS 加埃尔·尼古拉                       | DVD右翼无党派人士 →UMP人民运动联盟 →LR共和黨 |

### 各级选举
| 沙托兰历届投票选举结果 | 沙托兰历届投票选举结果 | 沙托兰历届投票选举结果 | 沙托兰历届投票选举结果 | 沙托兰历届投票选举结果    | 沙托兰历届投票选举结果 | 沙托兰历届投票选举结果 | 沙托兰历届投票选举结果    | 沙托兰历届投票选举结果 | 沙托兰历届投票选举结果 |
| 选举项目               | 选举范围               | 选区单位               | 选区单位内的选举结果   | 选区单位内的选举结果      | 选区单位内的选举结果   | 选区单位内的选举结果   | 选区单位内的选举结果      | 选区单位内的选举结果   | 参考资料               |
| 选举项目               | 选举范围               | 选区单位               | 第一轮胜出者           | 第一轮胜出者              | 支持率                 | 第二轮胜出者           | 第二轮胜出者              | 支持率                 | 参考资料               |
| ---------------------- | ---------------------- | ---------------------- | ---------------------- | ------------------------- | ---------------------- | ---------------------- | ------------------------- | ---------------------- | ---------------------- |
| 2017年法國總統選舉     | 法國                   | 市镇                   |                        | 埃马纽埃尔·马克龙         | 28.61%                 |                        | 埃马纽埃尔·马克龙         | 73.63%                 | [ 28 ]                 |
| 2017年法国立法选举     | 菲尼斯泰尔省第六选区   | 市镇                   |                        | 里夏尔·费朗               | 31.66%                 |                        | 加埃尔·尼古拉             | 53.22%                 | [ 28 ]                 |
| 2019年欧洲议会选举     | 法國                   | 市镇                   |                        | 娜塔莉·卢瓦索             | 24.71%                 | （不适用）             | （不适用）                | （不适用）             | [ 30 ]                 |
| 2021年法国省级选举     | 菲尼斯泰尔省           | 县                     |                        | 雅克·古埃鲁 莫妮克·波尔谢 | 49.78%                 |                        | 雅克·古埃鲁 莫妮克·波尔谢 | 54.69%                 | [ 31 ]                 |
| 2021年法国省级选举     | 菲尼斯泰尔省           | 市镇                   |                        | 雅克·古埃鲁 莫妮克·波尔谢 | 61.48%                 |                        | 雅克·古埃鲁 莫妮克·波尔谢 | 65.46%                 | [ 31 ]                 |
| 2021年法国大区选举     | 布列塔尼大區           | 市镇                   |                        | 伊萨贝尔·勒卡莱内克       | 27.22%                 |                        | 伊萨贝尔·勒卡莱内克       | 33.89%                 | [ 32 ]                 |
| 2022年法国总统选举     | 法國                   | 市镇                   |                        | 埃马纽埃尔·马克龙         | 29.13%                 |                        | 埃马纽埃尔·马克龙         | 61.44%                 | [ 28 ]                 |
| 2022年法国立法选举     | 菲尼斯泰尔省第六选区   | 市镇                   |                        | 里夏尔·费朗               | 28.35%                 |                        | 里夏尔·费朗               | 51.06%                 | [ 28 ]                 |
| 2024年欧洲议会选举     | 法國                   | 市镇                   |                        | 若尔丹·巴尔代拉           | 31.7%                  | （不适用）             | （不适用）                | （不适用）             | [ 28 ]                 |
| 2024年法国立法选举     | 菲尼斯泰尔省第六选区   | 市镇                   |                        | 帕特里克·勒菲尔           | 34.1%                  |                        | 梅拉妮·托曼               | 57.25%                 | [ 28 ]                 |

## 人口
2021年，沙托兰市镇人口数量为5,144，在法国排名第2,158位。其中男性2,481人，女性2,663人，75岁及以上人口占10.3%，外籍人口数量为96人，人口密度为247人/平方公里，当地居民被称为（男性）或（女性）。2022年，沙托兰境内出生29人，死亡人口68人。
| 沙托兰1901年－2021年人口变化情况 |
|                                  |
| 数据来源：Cassini、INSEE         |

## 经济
沙托兰是一个区域性的中心城市。截止2024年9月，沙托兰市镇范围内共有各类用人单位（包含自雇）770家，平均历史为18年，其中97.52%为中小型企业（PME），2024年7月至9月间，当地的经济活力指数为0。（家禽养殖）、（水产品加工）及（应用软件）是当地2022年已公布营业额最高的三个企业，分别为109,555,000欧元、63,662,966欧元和12,965,778欧元。

## 财政与居民收入
2022年，沙托兰的财政收入总额为6,977,040欧元，财政支出总额为6,231,940欧元，当年的债务总额为2,676,940欧元。2022年，沙托兰市镇通过增值税获得255,630欧元的收入，此外当地还共获得了395,580欧元的国家直接财政补助。
| 沙托兰居民收入情况                               | 沙托兰居民收入情况 | 沙托兰居民收入情况    | 沙托兰居民收入情况 |
| 内容                                             | 沙托兰             | 法国                  | 统计年份           |
| ------------------------------------------------ | ------------------ | --------------------- | ------------------ |
| 征税家庭总数                                     | 2,321              | 1,081（法国市镇平均） | 2022年             |
| 居民平均月收入                                   | 2,011欧元          | 2,435欧元             | 2022年             |
| 高级职员人均月收入                               | 3,608欧元          | 4,331欧元             | 2021年             |
| 中级职员人均月收入                               | 2,263欧元          | 2,470欧元             | 2021年             |
| 普通职员人均月收入                               | 1,661欧元          | 1,801欧元             | 2021年             |
| 贫困率                                           | 13%                | 14.5%                 | 2020年             |
| 青壮年（15至64岁）失业率                         | 12.5%              | 7.4%                  | 2020年             |
| 征税家庭数量占比                                 | 38.4%              | 45.5%                 | 2020年             |
| 家庭年均纳税                                     | 2,477欧元          | 4,393欧元             | 2022年             |
| 资料来源：INSEE、L'Internaute、Le Journal du Net |                    |                       |                    |

## 社会事务

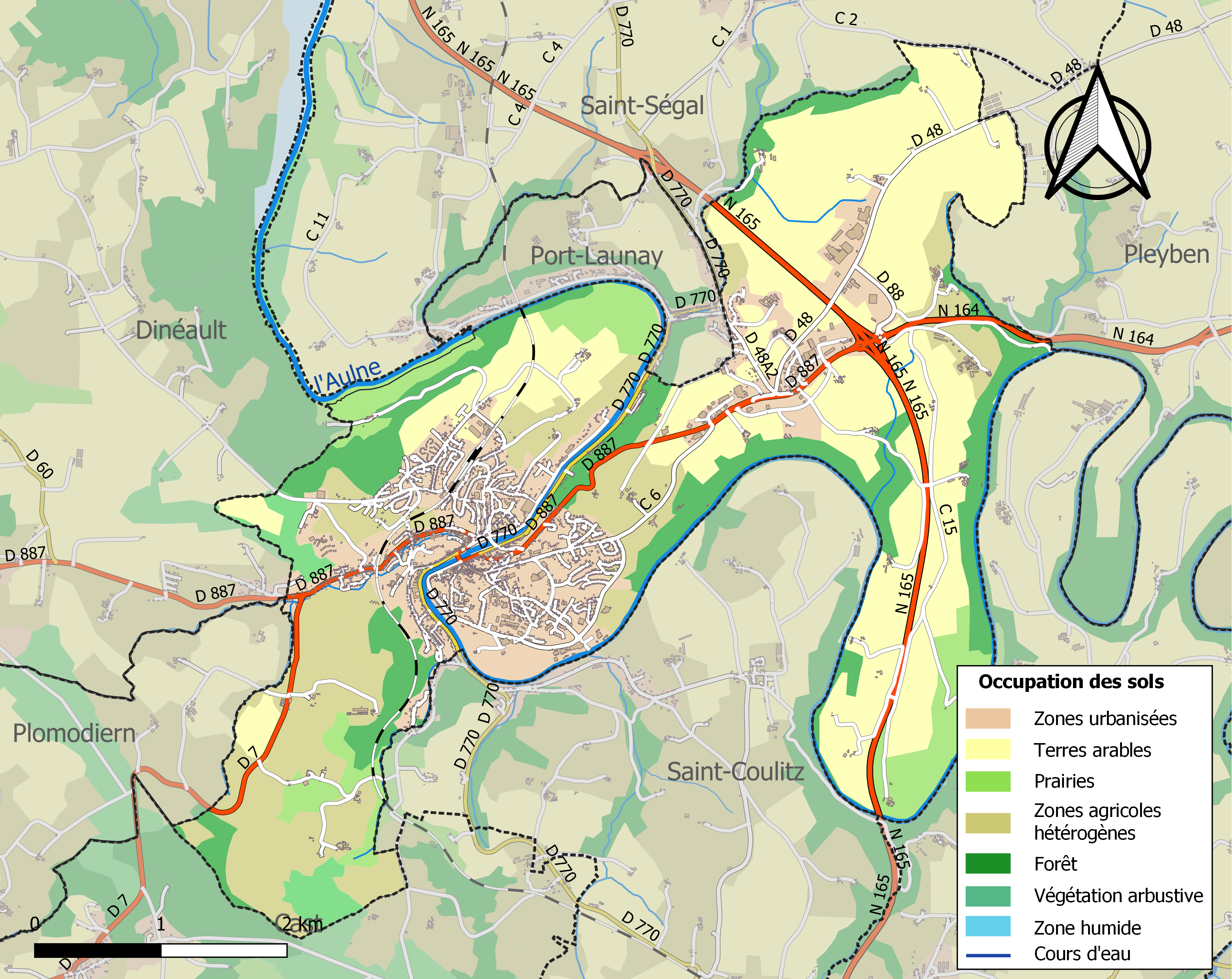
沙托兰土地利用情况地图

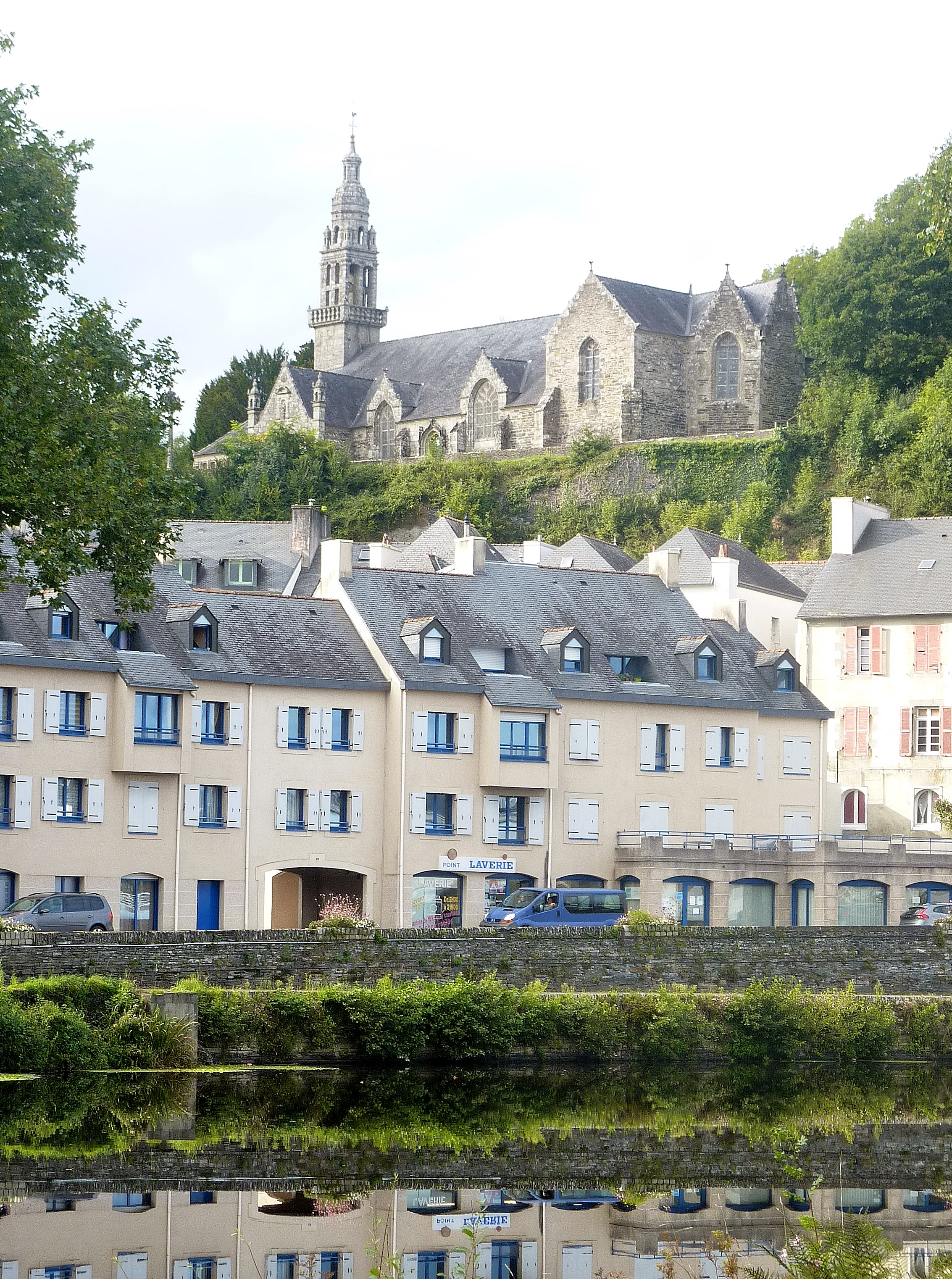
教堂附近的民居

### 教育
沙托兰属于雷恩学区。截止2021年1月1日，沙托兰境内共有2所幼儿园、3所小学、2所初级中学、2所普通高中和1所农业高中。2018至2019学年度，沙托兰境内共有在校中等教育阶段学生1,753名。

### 医疗
截至2023年1月1日，沙托兰境内共有全科医生14名、保健师8名、牙医2名、护士20名、眼科医生2名和助产士4名。境内共有药房2家、养老院2家、残疾人帮扶中心3家。
凯尔弗里登诊疗中心（Clinique Kerfriden）是一家位于沙托兰的私立综合性医院。
距离沙托兰最近的区域性医疗机构为坎佩尔中心医院，后者全名为“科努瓦耶市际中心医院”（Centre hospitalier intercommunal de Cornouaille），其主病区位于坎佩尔市区南部，距离沙托兰市区的正常车程在半小时以内，该院设有床位631个，是当地规模最大的公立综合性医院。

### 住房
2021年，沙托兰境内共有各类住房2,814套，其中64.1%为独立式住宅，35.6%为集中式住宅。常住房屋占沙托兰市镇范围内居民建筑总量的84.9%。
在住房保障政策方面，2023年，沙托兰境内共有1,130户家庭获得了家庭津贴补助，受益人数占总人口数量的22.0%，其中485份为房租补助。

### 商业
2021年，沙托兰境内共有各类实体商铺122家，其中餐厅18家、大型超市5家、杂货店1家、面包房3家、肉铺1家、书店1家、银行门店9家、美容美发店8家、汽车维修店6家。沙托兰市区建有E.Leclerc和Intermarché两家大型购物超市。

### 体育
2023年，沙托兰境内共有2家游泳池、5间体育馆、3座综合体育场、2处网球场、1处马术场、7处足球或橄榄球场以及3处篮球或排球场。
截至2024年9月，沙托兰足球俱乐部（Châteaulin Football Club，编号501971）是沙托兰境内唯一的一家注册足球俱乐部，其主队2024至2025赛季参加布列塔尼大区足球联赛乙组（法国第七级别），其主场为让·勒多阿尔球场（Stade Jean Le Doare）。

### 环境
沙托兰的环境事务由其所属的普莱邦-沙托兰-波尔宰市镇公共社区联合各级政府协调负责。2024年，沙托兰境内共有5家污染企业。

### 治安
2021年，沙托兰市镇范围内有1处宪兵队。
沙托兰国家宪兵队（zone gendarmerie de Châteaulin）的管辖范围共包括65个市镇。2020年，该宪兵队累计记录各类案件2,502起，其中盗窃类案件1,120起，经济类案件547起，毒品交易类案件114起。

## 文化
2021年，沙托兰境内共有1家剧场和1家电影院。沙托兰境内建有佩里讷德格里萨克市政图书馆（Bibliothèque Perrine-de-Grissac），每周二至六向公众开放。

### 建筑
沙托兰境内有多处历史建筑，其中圣伊迪内教堂、圣母小教堂等为法国国家文物保护单位。

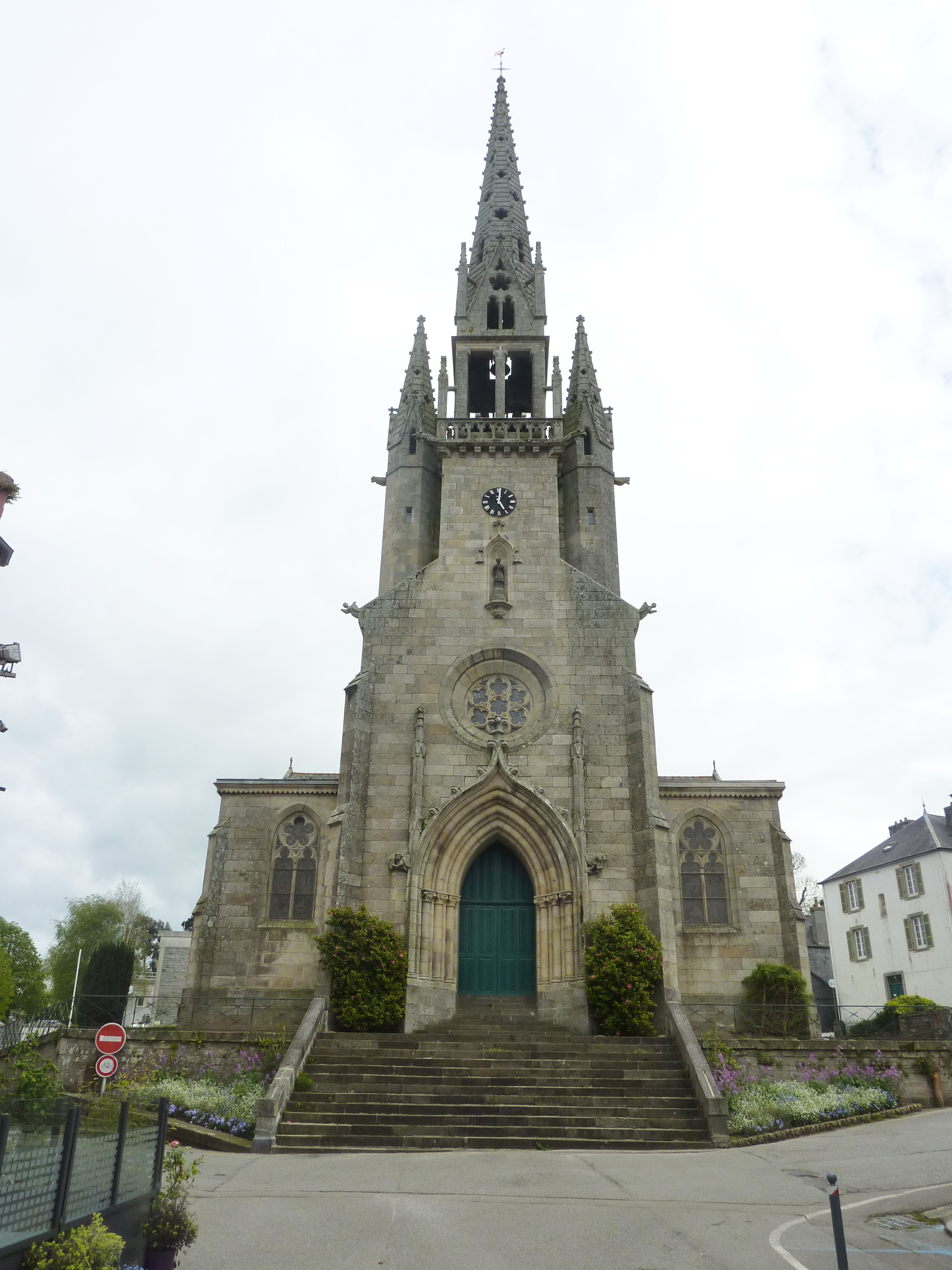
圣伊迪内教堂（法语：Église Saint-Idunet de Châteaulin）
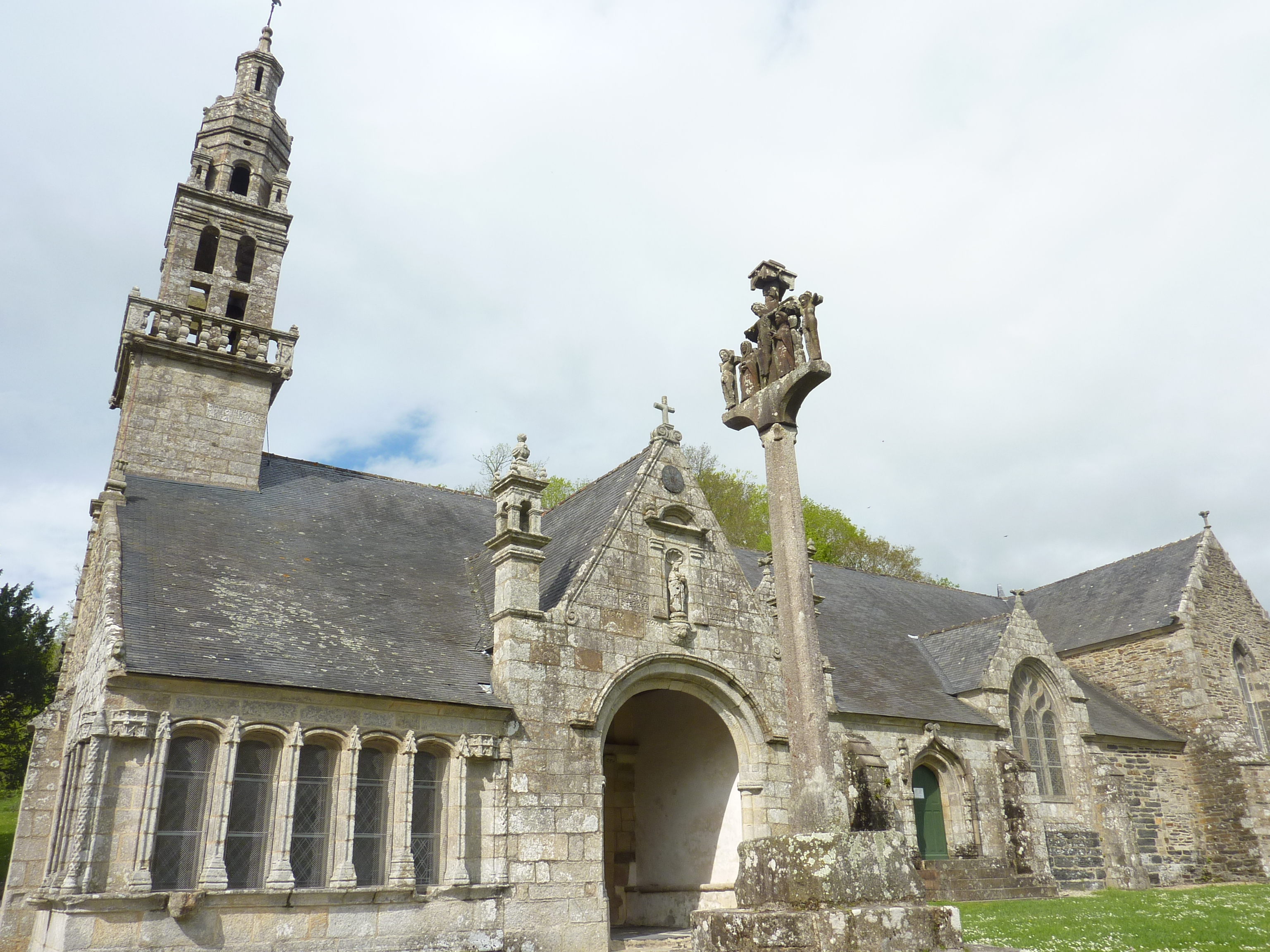
圣母小教堂（法语：Chapelle Notre-Dame de Châteaulin）
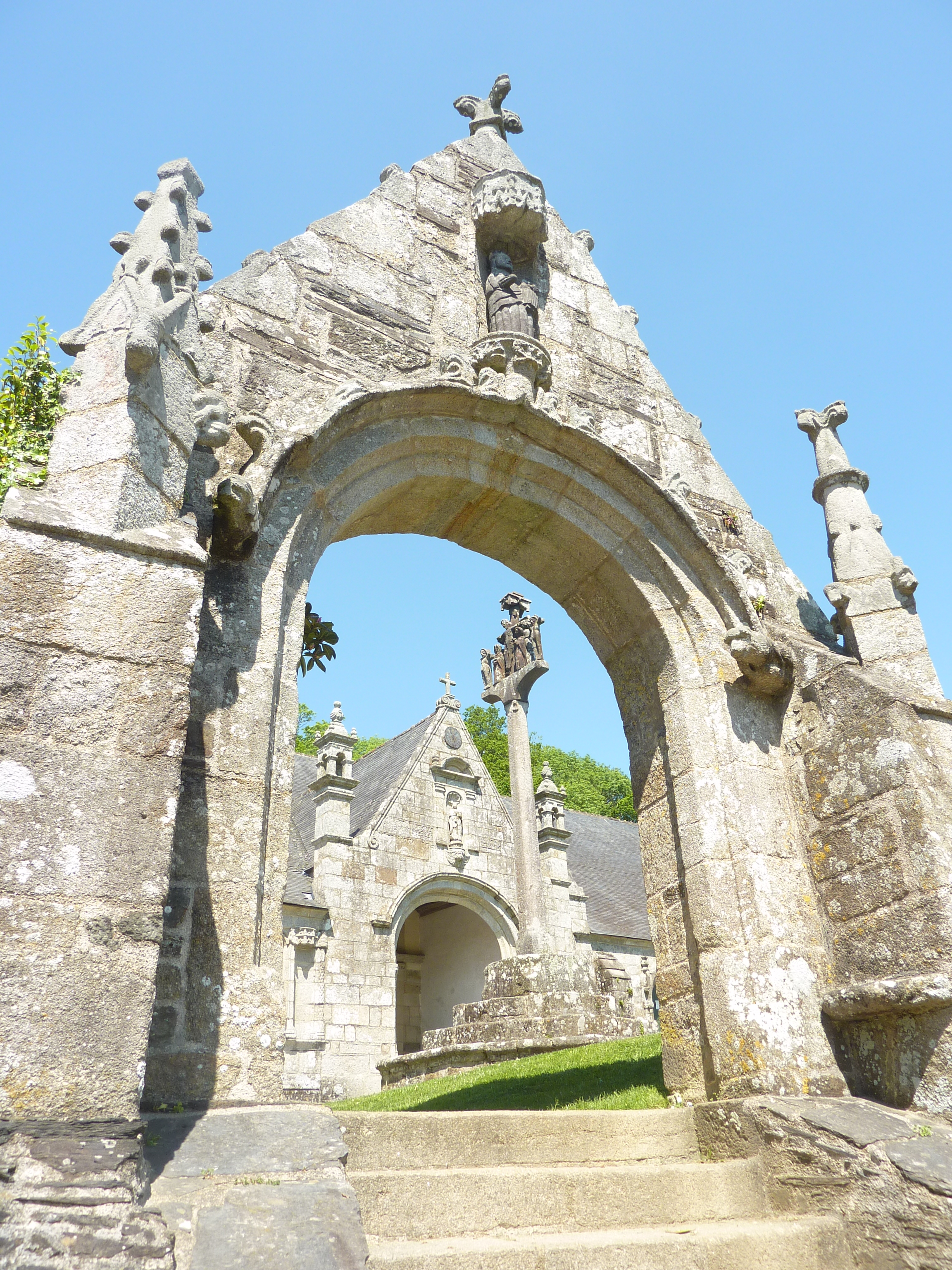
小教堂石拱
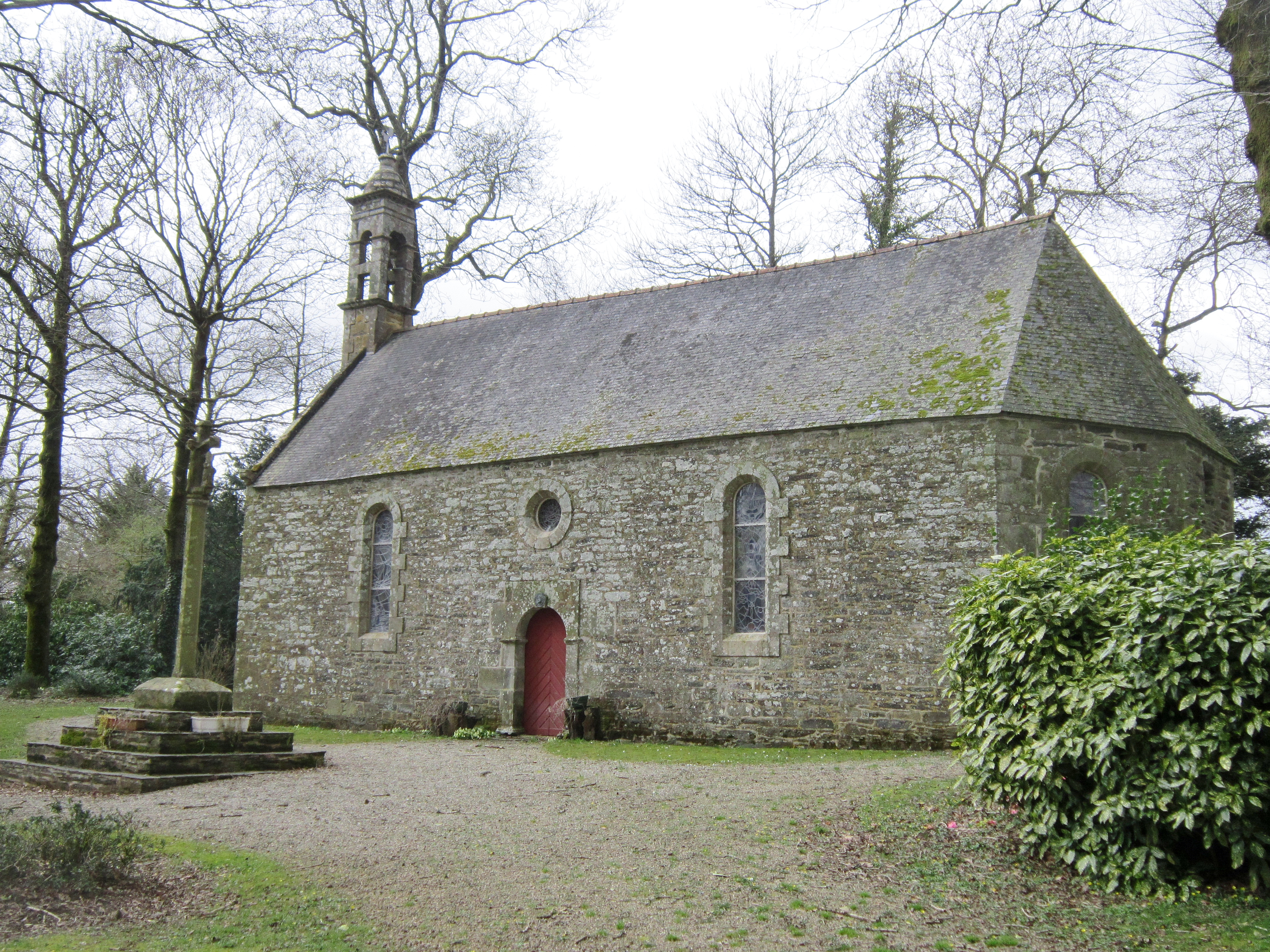
圣孔帕尔教堂
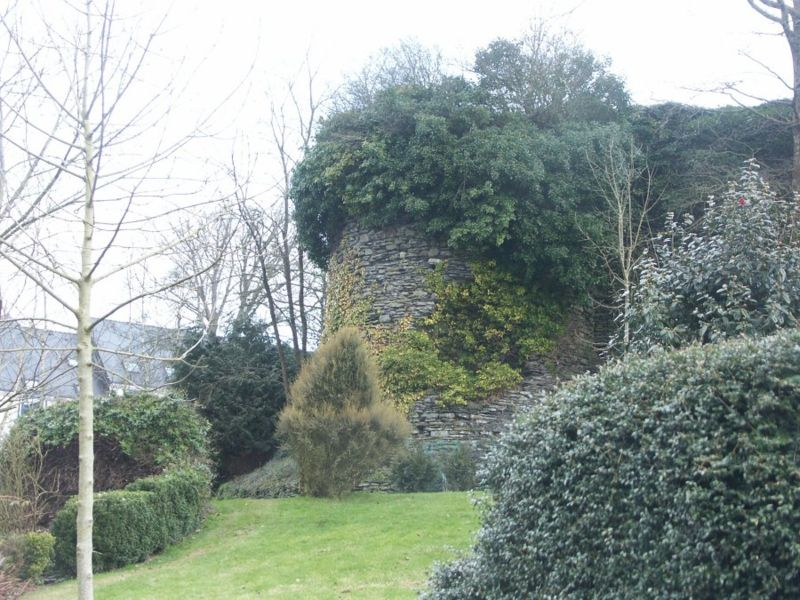
城堡遗址
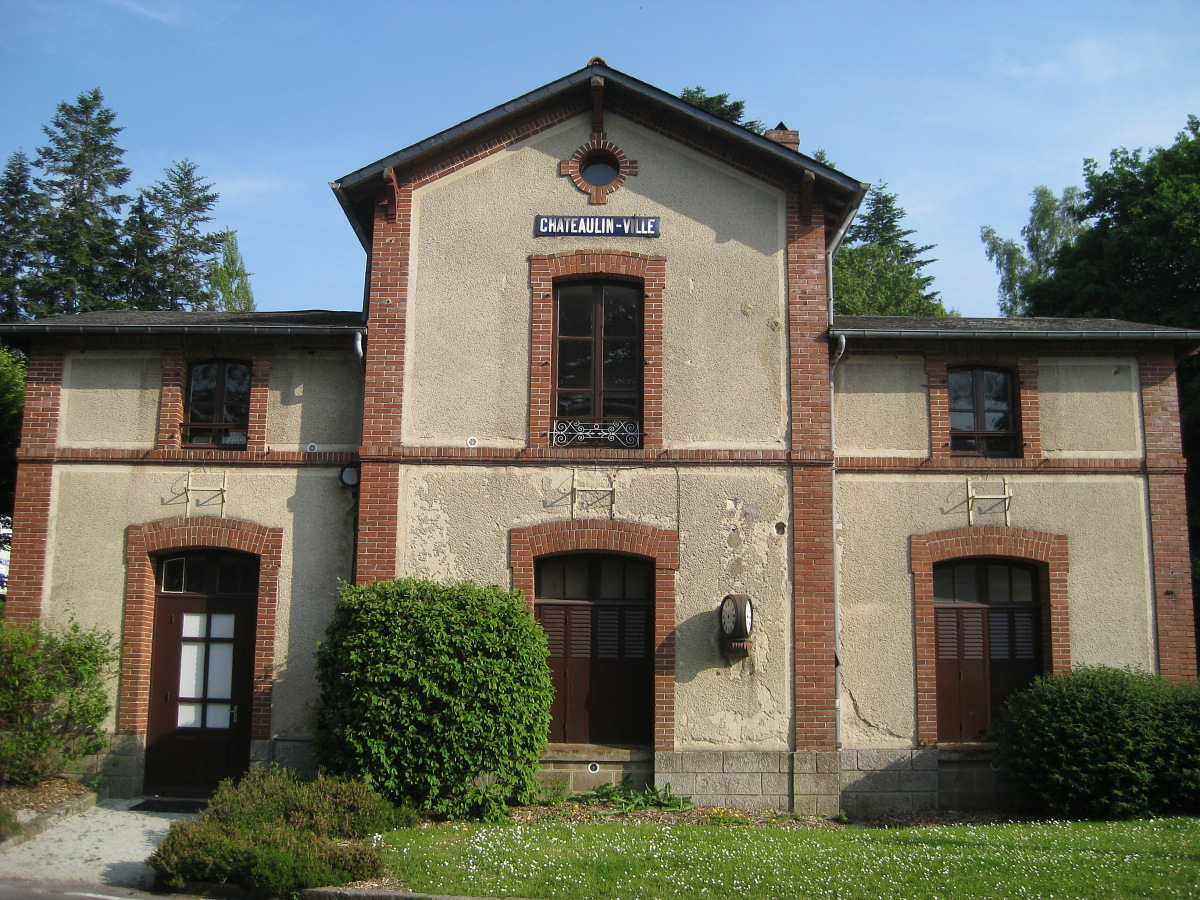
窄轨火车站旧址
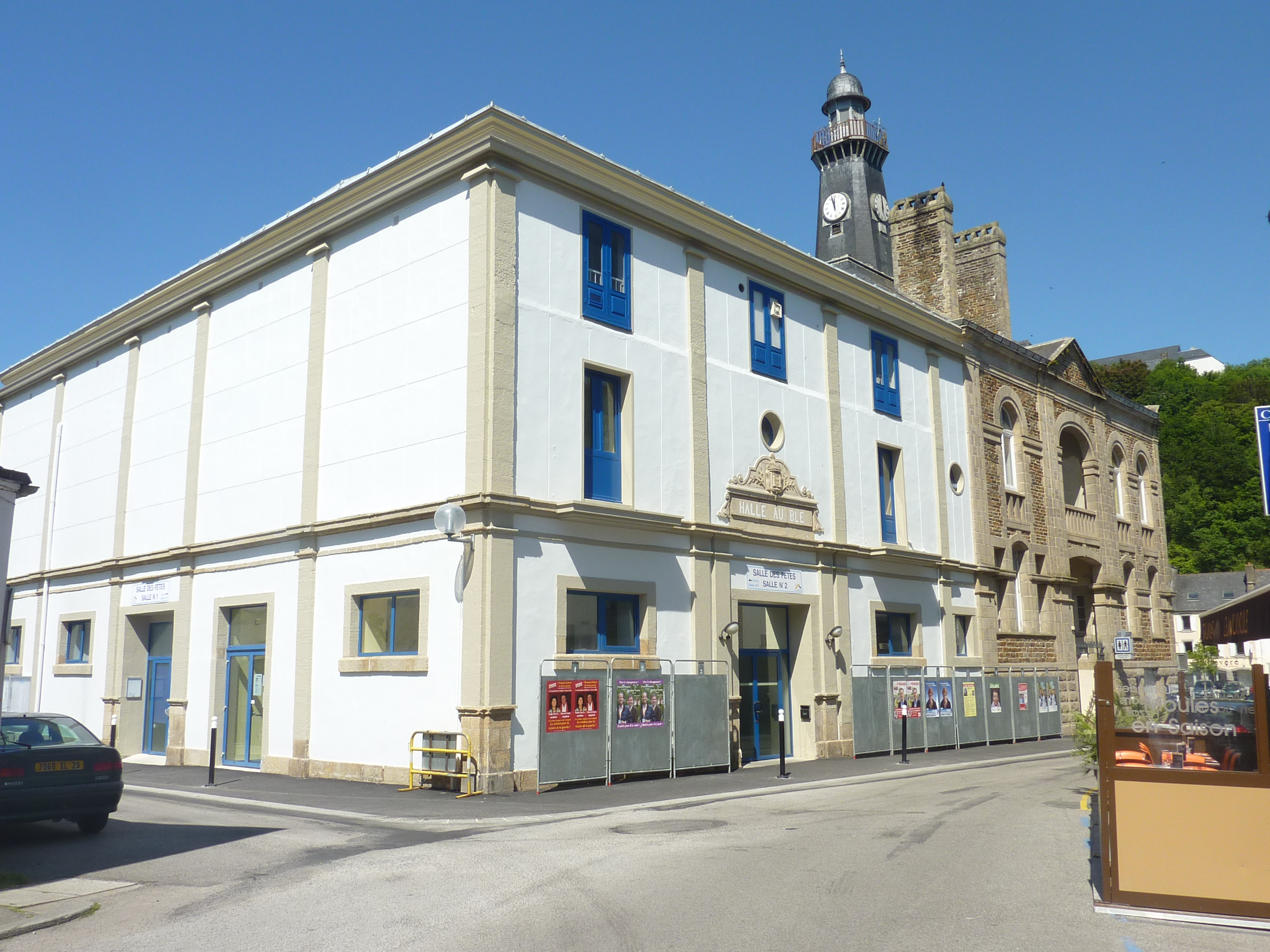
集市大堂

### 旅游
沙托兰的旅游事务由其所属的普莱邦-沙托兰-波尔宰市镇公共社区负责。2024年，沙托兰境内共有1家酒店共计6间房间；另有1个露营地，可容纳共88辆露营车。

### 媒体
法国主要的媒体均可在沙托兰接收，法国电视三台下属的布列塔尼大区频道在部分时段播出沙托兰所在菲尼斯泰尔省的地方新闻。蓝色法兰西西布列塔尼广播、科努瓦耶广播、《西部早报》、《科努瓦耶进步报》、布雷斯特电视台等是当地主要的地方性媒体。

## 相关人物
布列塔尼伯爵阿兰四世、法国自行车运动员卡米耶·丹纪尧姆和蒂博·盖尔纳莱克出生于沙托兰。

## 友好城市
截至2024年9月，沙托兰共与两座城市互为友好城市关系：
- 德国 格里门
- 爱尔兰 Clonakilty